# Atal Behari Vajpayee
Atal Bihari Vajpayee (en hindi: अटल बिहारी वाजपेयी; Gwalior, 25 de diciembre de 1924-Nueva Delhi, 16 de agosto de 2018) fue un político indio que ocupó el cargo de primer ministro de la India en dos mandatos, uno muy breve en 1996 y otro desde 1998 hasta 2004. Fue el mayor líder del partido Bharatiya Janata y del nacionalismo hindú en política india. Sirvió como miembro del Parlamento de la India durante casi cincuenta años.
La película en hindi Main Atal Hoon, protagonizada por Pankaj Tripathi como Vajpayee, se estrenó en cines en la India el 19 de enero de 2024.

## Biografía
En enero de 1951, fundó el Partido Bharatiya Sangh y se convirtió en miembro del Parlamento de India por primera vez en 1957. En 1977 se incorporó al Janata, un partido nacionalista hindú recién formado. Desde 1977 hasta 1980, ocupó el cargo de ministro de Relaciones Exteriores del gobierno de Morarji Desai. En 1980, junto con un grupo de descontentos con la política del Partido Janata dejó el Partido, y participó en la formación del Partido Bharatiya Janata (BJP).
Fue nombrado primer ministro por primera vez en mayo de 1996 como miembro del BJP y encabezó un gobierno que duró solo trece días. Dos años después, volvió a ocupar el puesto de primer ministro. Entonces decidió llevar a cabo pruebas nucleares en Pokharan, ya que la India no había firmado el Tratado de No Proliferación Nuclear (TNP). Su decisión provocó un embargo a la India de todo material nuclear sensible. Con todo, fue irónicamente galardonado con el premio Ig Nobel, al igual que su homólogo paquistaní, Nawaz Sharif.
Comenzó un tercer mandato en 1999 como jefe de un gobierno de coalición de la Alianza Democrática Nacional (ADN), en el que el BJP fue un componente importante. Tras la derrota electoral de su partido, dimitió el 13 de mayo de 2004.
Además fue un poeta conocido y publicó una colección.
Atal Bihari Vajpayee se unió a Rastriya Swayamsevak Sangh (RSS) cuando tenía solo 16 años en 1942. Fue ordenado secretario público del partido al mando de la región del Norte, apoyado en Delhi.

## Premios
- Bharat Ratna en 2015[5]
- Premio Ig Nobel de la Paz en 1998, compartido con Nawaz Sharif, primer ministro de Pakistán.